# Rapastinel
Rapastinel (INN) (bivši razvojni kodni naziv GLYX-13) je novi antidepresiv koji je razvijao Allergan  (ranije Naurex) kao pomoćnu terapiju za tretiranje depresije otporne na lečenje. To je centralno aktivan, intravenozno isporučen (oralno neaktivan) amidirani tetrapeptid koji deluje kao novi i selektivni modulator NMDA receptora. Lek je brzo delujući i dugotrajan antidepresiv, kao i snažan kognitivni pojačivač na osnovu svoje sposobnosti da poboljša transdukciju signala posredovanu NMDA receptorom i sinaptičku plastičnost.

## Spoljašnje veze
- Rapastinel - AdisInsight
- Rapastinel (GLYX-13) - Naurex, Inc.
- Rapastinel Receives FDA Breakthrough Therapy Designation - Allergan plc. press release